# پولشوویتسه
پولشوویتسه (به چکی: Polešovice) یک منطقهٔ مسکونی در جمهوری چک است که در ناحیه اوهرسکه هرادیشتی واقع شده‌است. پولشوویتسه ۱۳٫۰۷ کیلومتر مربع مساحت و ۱٬۹۶۶ نفر جمعیت دارد و ۲۲۳ متر بالاتر از سطح دریا واقع شده‌است.